# 투어리스트 (음악 그룹)
투어리스트(The Tourist)는 대한민국의 TUNA MUSIC에 소속된 대한민국 최초의 여행 음악 전문 프로젝트 팀으로, 2012년 4월 2일에 "Spring+Romance Part.1"이라는 앨범명의 "올레길"로 데뷔했다.
론리플래닛 매거진 코리아에 매월 음악과 음악의 배경이 된 여행지에 대한 소개와 기고를 겸하고 있는 독특한 구성(보컬 2명, 작곡가 3명, 여행사진 작가 1명, 웹툰 작가 1명, 뮤비 감독 1명, 사운드엔지니어 1명, A&R 1명)의 프로젝트 팀이다.

## 구성원
| 이름   | 소개 |
| ------ | --- |
| 다루피 | - 본명: 다루피 - 출생: 1980년 3월 18일(45세) - 출생지: 캐나다 벤쿠버 - 학력: 서강대학교 컴퓨터공학과 - 영어명: DARU - 종교: 개신교     |
| 킹쿙   | - 본명: 킹쿙 - 출생: 1982년 12월 27일(42세) - 출생지: 대한민국 서울 - 학력: N/A - 영어명: King Kyoung - 종교: 개신교                   |
| 성상민 | - 본명: - 출생: - 출생지: 대한민국 서울 - 학력: N/A - 영어명: Tasty Guitar - 종교: 개신교                                              |
| 수잉츄 | - 본명: - 출생: 1981년 12월 18일(43세) - 출생지: 대한민국 청주 - 학력: 충북대학교 전기전자공학부 - 영어명: Su-ing Chu - 종교: N/A      |
| 참치   | - 본명: - 출생: 1984년 2월 27일(41세) - 출생지: 대한민국 서울 - 학력: N/A - 영어명: TUNA - 종교: N/A                                   |
| 노바   | - 본명: 노바 - 출생: 1979년 11월 19일(45세) - 출생지: 대한민국 서울 - 학력: N/A - 영어명: NOVA - 종교: N/A                             |
| 해중   | - 본명: 해중 - 출생: 1979년 5월 26일(45세) - 출생지: 대한민국 대전 - 학력: 단국대대학원 공연예술학과 - 영어명: HaeJoong - 종교: 개신교 |
| 혜수   | - 본명: 혜수 - 출생: 1988년 9월 3일(36세) - 출생지: 대한민국 서울 - 학력: 동아방송예술대학교 실용음악과 - 영어명: HyeSoo - 종교: N/A   |
| Zikill | - 본명: 지킬 - 출생: 1980년 8월 24일(44세) - 출생지: 대한민국 서울 - 학력: 경희대학교 학과 - 영어명: ZIKILL - 종교: N/A                |

## 음반
- 디지털 싱글
  - 2012년 4월 | 올레길 – Spring+Romance Part. 1
  - 2012년 5월 | 꽃비 – Spring+Romance Part. 2
  - 2012년 5월 | The Tourist in the Lonely Planet – 론리플래닛 매거진 코리아 (Lonely Planet Magazine Korea) 주제곡
  - 2012년 6월 | 선셋크루즈 (Sunset Cruise) – 한 여름밤의 꿈 Part. 1
  - 2012년 7월 | 오션 드라이브 (Ocean Drive) (feat. 양해중) – 한 여름밤의 꿈 Part. 2
  - 2012년 8월 | A Letter from Paris - 한 여름밤의 꿈 Part. 3
  - 2012년 9월 | 밤을 가는 기차 – Fall in Love Part. 1
  - 2012년 10월 | 시월야경 – Fall in Love Part. 2
  - 2012년 11월 | 안녕 (feat. 금석균) – The Tourist 정규1집 발매
  - 2012년 12월 | Christmas Day (feat. 양해중, 박혜수)– ’12 겨울여행 Part. 1
  - 2013년 1월 | 겨울 산장 – 2013년 1월 여행
  - 2013년 2월 | 바다 – 2013년 2월 여행
  - 2013년 3월 | 설렘주의보 – 2013년 3월 여행
  - 2013년 4월 | 즉흥연차 (with Sweet. J) - 2013년 4월 여행
  - 2013년 6월 | 요코하마에서 (with 양해중, 박혜수) - 2013년 Special Tour #1
  - 2013년 7월 | 월화수목원 - 2013년 7월 여행
  - 2013년 8월 | 달빛캠핑카 - 달빛캠핑카
  - 2013년 10월 | BnB(Bed & Breakfast)
  - 2013년 11월 | 나란한 걸음 (Kyushu Olle) - 나란한 걸음
  - 2014년 2월 | 꽃샘바람 - 꽃샘바람
  - 2014년 5월 | 연착 - 투어리스트 정규 2집 <설렘 가이드북>
  - 2015년 1월 | 유랑 - 투어리스트 정규 2집 리패키지 <유랑>
  - 2015년 4월 | 게스트 하우스 (제주도 로맨스)

- 정규 음반
  - 1집 The Tourist (타이틀곡: 안녕)
  - 2집 설렘 가이드북 (타이틀곡: 연착)
  - 2집 리패키지 유랑 (타이틀곡: 유랑)

## 경력
- 동방신기 5집 Keep Your Head Down - Journey (feat. 서현 From 소녀시대) (SBS 드라마 파라다이스 목장 OST)초회판 미수록 작사, 작곡, 편곡
- SBS 라디오 "국민 디제이 전영석" 시그널 송 작곡
- 일본 요코하마 관광청 홍보대사
- 일본 아키타 관광청 홍보대사
- 일본 후쿠오카 관광청 홍보대사
- 마카오 관광청 홍보대사
- 제주관광공사 홍보대사
- 일본 이키 관광청 홍보대사
- 일본 카라츠 관광청 홍보대사

## 공연, 방송
- 2012년 11월 | YTN "투어리스트" 인터뷰
- 2012년 12월 ~ 현재까지 | SBS 러브 FM "여러분의 국민 DJ 전영석입니다" 시그널 음악
- 2012년 12월 | KT "레이블 마켓" 오프닝 팀
- 2012년 12월 | IU 신규 음원 아트레이아 프로듀싱
- 2012년 12월 | MBC 표준 FM "김나진의 세계도시여행" 크리스마스 특집 게스트
- 2012년 12월 | 평화방송 "신부님 신부님 우리 신부님" 여행특집 게스트
- 2013년 1월 | KBS 2FM "요조의 히든트랙" 여행특집 게스트
- 2013년 1월 | 평화방송 "김빛나의 한낮의 가요선물" 여행특집 게스트 초대
- 2013년 3월 | T World Cafe, Homestead 주최, 단독 공연
- 2013년 6월 | 선유도 원형 극장 공연
- 2013년 6월 | 홍대 라이브 클럽 "오뙤르" 공연
- 2014년 4월 | SBS 펀펀투데이 트래블메이커 게스트
- 2014년 7월 | "여행 갈래?" 단독 콘서트 (뮤직 드라마)
- 2014년 8월 | 더하고 나누기 유재하 앨범 발매 기념 라인업
- 2014년 9월 | 2015 렛츠락 페스티벌 1차 라인업
- 2014년 10월 | 그랜드 민트 페스티벌 오은비 콜라보 공연
- 2014년 11월 | 룰라톤 초청 게스트
- 2014년 12월 | 유재하 동문 송년의 밤 라인업
- 2015년 4월 | 룰라톤 초청 게스트
- 2015년 4월 | 뮤즈베라 뷰티x뮤직 콜라보 아티스트
- 2015년 5월 | 부평 청소년 문화축제 초청 게스트

## 역사
- 2012년 2월 20일
  - 4명으로 팀 결성
  - 페이스북 개설
- 2012년 3월 8일
  - 첫 웹툰 게재
- 2012년 3월 21일
  - 신규 멤버 합류
- 2012년 4월 2일
  - 데뷔앨범 Spring+Romance Part.1 발매
  - 타이틀곡 올레길
- 2012년 4월 10일 (예상)
  - 믹싱 엔지니어 합류
- 2012년 4월 25일
  - 신규 멤버 노바 합류
- 2012년 4월 30일
  - 론리플래닛 매거진 코리아를 통한 여행지, 앨범 소개 시작
  - 여행 잡지와 여행 음악의 공동 행보는 유례없는 일이었다.
- 2012년 5월 4일
  - 두 번째 앨범 Spring+Romance Part.2 발매
  - 타이틀곡 꽃비
  - 수록곡 The Tourist in the Lonely Planet
- 2012년 5월 22일
  - Youtube 채널 서비스 시작
- 2012년 6월 11일
  - 봄 시즌 동안의 앨범 제목이었던 Spring+Romance에서, 여름 시즌 동안의 한 여름밤의 꿈으로 앨범명을 변경하게 된다.
  - 한 여름밤의 꿈 Part. 1 발매
  - 타이틀곡 선셋 크루즈 (Sunset Cruise)
  - 투어리스트의 첫 객원 보컬인 박형민의 참여
  - 투어리스트 멤버 전원이 함께 부른 최초의 곡
- 2012년 7월 9일
  - 한 여름밤의 꿈 Part. 2 발매
  - 타이틀곡 오션 드라이브 (feat. 양해중) (Ocean Drive)
  - 내츄럴의 객원보컬이었던 양해중의 객원 참여
  - 투어리스트의 멤버와 유재하 음악 경연대회 11회 동기출신
- 2012년 8월 4일
  - 투어리스트의 음악이 처음으로 라디오에서 소개
  - MBC FM4U 음악도시 성시경
  - 오션 드라이브 (feat. 양해중) 곡이 소개되었다.
- 2012년 8월 8일
  - 한 여름밤의 꿈 Part. 3 발매
  - 타이틀곡 A Letter from Paris
  - 투어리스트의 보컬, 킹쿙이 다시 노래를 불렀다.
- 2012년 9월 3일
  - 여름 시즌 동안의 앨범 제목이었던 한 여름밤의 꿈에서, 여름 시즌 동안의 Fall in Love으로 앨범명을 변경하게 된다.
  - Fall in Love Part.1 발매
  - 타이틀곡 밤을 가는 기차
  - 투어리스트의 다루피와 킹쿙이 부른 듀엣곡
- 2012년 9월 4일
  - 투어리스트 최초로 일본어 가사 번역을 시작
- 2012년 9월 17일
  - 팬으로부터 투어리스트 음악 카피를 최초로 선물 받음
- 2012년 9월 19일
  - 투어리스트에 뮤직비디오 감독 박희철이 합류
  - GOODF 운영 중
- 2012년 10월 4일
  - 투어리스트 최초 티져 뮤비 공개
  - 시월야경
- 2012년 10월 8일
  - Fall in Love Part.2 발매
  - 타이틀곡 시월야경
  - 투어리스트 최초 뮤직비디오 제작 및 공개
- 2012년 10월 13일
  - 최초의 프랑스 팬
- 2012년 10월 15일
  - 멤버 노바를 통한 Music Scape 제작/공개
- 2012년 10월 16일
  - 소셜펀딩 (클라우드펀딩) 을 통해 총 모금액 500만원의 정규 1집 프로젝트 시작
- 2012년 11월 2일
  - 투어리스트 정규 1집 타이틀곡 안녕의 티져 뮤직 비디오 공개
- 2012년 11월 10일
  - 클라우드펀딩 프로젝트 성공
- 2012년 11월 12일
  - 투어리스트 정규 1집 [The Tourist] 발매
- 2012년 11월 14일
  - YTN 인터뷰
- 2012년 12월 5일
  - '12 겨울여행 Part.1 발매
  - 타이틀곡 Christmas Day
  - 양해중, 박혜수 객원 보컬로만 이루어진 최초의 곡이다.
- 2012년 12월 21일
  - 김나진의 세계 도시 여행 게스트 초대
- 2012년 12월 23일
  - 제 6회 KT&G 상상마당 LABEL MARKET 오프닝 초대 공연 팀
- 2013년 1월 2일
  - KBS 쿨 FM 요조의 히든 트랙 게스트 출연
- 2013년 5월 9일
  - 요코하마 컨벤션 뷰로, 요코하마 시의 섭외로 홍보 음악/영상 제작
- 2013년 6월 21일
  - 신규 멤버 양해중, 박혜수, ZIKILL, 박희철 추가 영입
  - 시즌2로 명명